# Megastylus vagabundus
Megastylus vagabundus är en stekelart som beskrevs av André Seyrig 1934. Megastylus vagabundus ingår i släktet Megastylus och familjen brokparasitsteklar. Inga underarter finns listade i Catalogue of Life.